# Peter Thyraeus
Peter Thyraeus SJ (auch Petrus Thyraeus, latinisiert aus Peter Dorckens; * 1546 in Neuß; † 3. Dezember 1601 in Würzburg) war ein deutscher Theologe und Mitglied des Jesuitenordens.
Er wurde geboren als Peter Dorckens und nannte sich latinisiert Thyraeus. 1561 trat er in den 1534 gegründeten Jesuitenorden ein. Nach seiner Priesterweihe unterrichtete er ab 1574 an den Jesuitenkollegien in Trier und Mainz.
1590 wurde Peter Thyraeus Professor der Theologie an der Universität Würzburg. Er genoss die Wertschätzung von Fürstbischof Julius Echter von Mespelbrunn und engagierte sich als Prediger und Autor im Rahmen der von diesem betriebenen Gegenreformation.
Seine Schriften – teilweise Streitschriften im Interesse der Gegenreformation – behandelten die Lehre von der Eucharistie, das Bußsakrament, Heiligenverehrung und Eschatologie. Insbesondere wurde er bekannt durch seine Veröffentlichungen auf dem Gebiet des Aberglaubens, der Visionen und Geistererscheinungen sowie der Besessenheit und des Exorzismus.
Sein Bruder Hermann Thyraeus (1532–1591) trat ebenfalls in die Gesellschaft Jesu ein.

## Schriften (Auswahl)
- De sacramentali confessione, adversus veteres, et nostrorum temporum haereses. Behem, Moguntiae 1585.
- Gründlicher Bericht, vom Gewalt, Beruf und Sendung der Kirchendiener und daß in evangelischen Kirchen den Ministern nit gebüre, andere Diener des Worts zu berufen und zu senden. Wolffgang Eder, Ingolstadt 1587.
- De prodigiosis vivorum hominum apparitionibus. Heinrich von Aachen, Würzburg 1591.
- De spectris et apparitionibus libri duo. Eisleben 1597. Übersetzt: „Zwei Bücher über Gespenster und Erscheinungen“.
- Loca infesta. Hoc est: De infestis, ob molestantes daemoniorum et defunctorum hominum spiritus locis. Köln 1598 (Digitalisat). Übersetzt: „Über durch lästige Geister von Dämonen und Verstorbenen heimgesuchte Wohnungen“.
- Zweinzig Hauptursachen und Handgreiffliche Beweisungen Daß der Römisch Bapst nicht sey noch ohne hohe Injuri oder Lästerung der Antichrist möge genannt werden. Wie etwan Georg. Nigrinus, und jüngst im Colloquio zu Regenspurg Aegid. Hunnius, sampt anderen seinen XIV. Mitcolloquenten wider die Göttliche Schrifft/ alle heylige Vätter/ uhralte Reichs Constitutiones, unnd rechte Vernunfft Läster- und Ketzerischer Weyß dörffen fürgeben. Angermayr, Ingolstadt 1602.